# 296
Évszázadok: 2. század – 3. század – 4. század
Évtizedek: 240-es évek – 250-es évek – 260-as évek – 270-es évek – 280-as évek – 290-es évek – 300-as évek – 310-es évek – 320-as évek – 330-as évek – 340-es évek
Évek: 291 – 292 – 293 – 294 –  295 – 296 – 297 – 298 – 299 – 300 – 301

## Események

### Római Birodalom
- Diocletianus császárt és Constantius Chlorus caesart választják consulnak.
- Constantius Chlorus újonnan épített flottájával partraszáll Britanniában, amelyet a szakadár Allectus tart uralma alatt. Seregének egyik része praetoriánus gárdaparancsnokának, Asclepiodotusnak vezetése alatt Wight szigetén ér partot és legyőzi Allectust, aki maga is elesik a csatában. Constantius bevonul Londiniumba, ahol miután legyőzte Allectus frank szövetségeseit, a lakosság felszabadítóként fogadja. Britannia ismét a birodalom része; a diocletianusi reformok részeként az addigi két provincia (Britannia Inferior és Superior) helyett négyre (Britannia I, Britannia II, Maxima Caesariensis és Flavia Caesariensis) osztják.
- A britanniai harcok idején Maximianus császár Galliában védi a határt az esetleges germán betörések ellen. A győzelem után Hispániába vonul, ahol sereget gyűjt az észak-afrikai római coloniákat támadó berber törzsek ellen, valamint megtisztítja a partvidéket a frank kalózoktól.
- Örményország megszállása után a szászánida Narsak Római-Mezopotámiára támad. Galerius caesar szembeszáll vele, de két kisebb, eldöntetlen összecsapás után Carrhaenal súlyos vereséget szenved. Galerius visszavonul Antiochiába, ahová megérkezik Diocletianus császár is és megalázó viselkedésével (egy mérföldnyit futtatja kocsija előtt a császári bíborba öltözött Galeriust) nyilvánvalóvá teszi, hogy vejét tartja felelősnek a vereségért.
- Meghal Caius pápa. Utóda Marcellinus.[1]

### Kína
- Nyugat-Kínában a ti, csiang és jung törzsek fellázadnak a Csin-dinasztia uralma ellen. A felkelést csak három évvel később sikerül felszámolni.

## Halálozások
- április 22. – Caius pápa[1]
- Allectus, római trónkövetelő

## Fordítás
- Ez a szócikk részben vagy egészben  a(z)   296 című angol Wikipédia-szócikk ezen változatának fordításán alapul.  Az eredeti cikk szerkesztőit annak laptörténete sorolja fel. Ez a jelzés csupán a megfogalmazás eredetét és a szerzői jogokat jelzi, nem szolgál a cikkben szereplő információk forrásmegjelöléseként.